# إيثان ألين (مصمم)
إيثان ألين (بالإنجليزية: Ethan Allen)‏ هو مصمم أمريكي، ولد في 2 سبتمبر 1808 في Bellingham, Massachusetts ‏ في الولايات المتحدة، وتوفي في 10 يناير 1871.